# Frank Layden
Francis Patrick Layden dit Frank Layden, né le 5 janvier 1932 à New York et mort le 9 juillet 2025 à Salt Lake City, est un entraîneur américain de basket-ball, dirigeant du Jazz de l'Utah, un joueur et entraîneur de l'université de Niagara.

## Carrière
En 1979, Frank Layden est engagé pour devenir le manager général pour ce qui était à l'époque le Jazz de La Nouvelle-Orléans et devenir leur entraîneur (désormais basé à Salt Lake City) en 1981, remplaçant Tom Nissalke. Il en reste l'entraîneur pour sept saisons et demie. Il a un rôle important dans la signature de Karl Malone au club. Il se retire de son poste d'entraîneur lors de la saison 1987-1988, se consacrant uniquement à la direction de l'équipe (il est alors remplacé au poste d'entraîneur par Jerry Sloan).  
En 1984, il est nommé NBA Coach of the Year. Il remporte aussi le titre de NBA Executive of the Year ainsi que le trophée  J. Walter Kennedy Citizenship (faisant de lui le seul à remporter ce trophée sans avoir jamais joué en NBA).
Il prend sa retraite du Jazz en 1998 et devient brièvement consultant pour les Knicks de New York, où son fils Scott Layden est manager général durant une période.
En 1998, il dirige l'équipe féminine des Utah Starzz en WNBA.
Frank Layden meurt à Salt Lake City le 9 juillet 2025 à l’âge de 93 ans.

## Détails
Frank Layden est réputé pour son sens de l'humour, ce qui lui permet d'être commentateur de la vidéo Dazzling Dunks And Basketball Bloopers produite par NBA Entertainment en 1989.  
En NCAA, il eut comme colocataire un autre futur entraîneur NBA, Hubie Brown.